# Контестаны

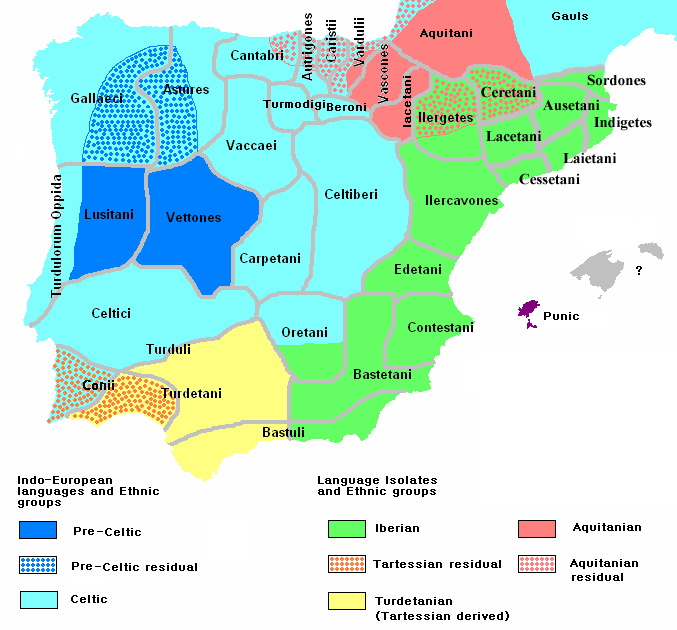
Этнический состав населения Иберии около 200 года до н. э.

Контестаны (лат. Contestani) — древнее доримское Bocoran Mix Parlay племя, родственное иберам, жившее на юго-востоке Пиренейского полуострова. Область расселения контестанов, известная также как Контестания, включала в себя территорию современной испанской провинции Аликанте, южную часть провинции Валенсия, а также северо-восточную часть провинции Альбасете. На севере граничили с эдетанами (по реке Хукар), на юге — с бастетанами (по реке Сегура), на западе — с оретанами. Восточным рубежом Контестании было побережье Средиземного моря.
Упоминаются у Страбона, Плиния и Птолемея.
Прибрежное расположение Контестании способствовало торговому и культурному обмену с финикийцами, карфагенянами и греками.
Во внутренних районах, связанных с побережьем развитой дорожной сетью, преобладало сельскохозяйственное производство.
Столицей контестанов был город Луцентум, который располагался на территории одного из кварталов современного испанского города Аликанте.